# Lenughi (ort i Armenien)
Lenughi är en ort i Armenien.   Den ligger i provinsen Armavir, i den västra delen av landet, 50 kilometer väster om huvudstaden Jerevan. Lenughi ligger 888 meter över havet och antalet invånare är 1 499.
Terrängen runt Lenughi är platt, och sluttar österut. Närmaste större samhälle är Armavir, 7,0 kilometer nordost om Lenughi. 
Trakten runt Lenughi består till största delen av jordbruksmark. Runt Lenughi är det ganska tätbefolkat, med 248 invånare per kvadratkilometer.